# Djuro Šorgić
Djuro Šorgić, noto anche con il nome tradotto in Georges o George (Ruma, 26 febbraio 1948 – Liegi, 21 ottobre 2012), è stato un calciatore jugoslavo, di ruolo attaccante.

## Biografia
Lasciato il calcio giocato, si stabilì a Liegi ove divenne il proprietario nel 1993 di un famoso ristorante del centro cittadino, "Maison du peket". Contemporaneamente non lasciò il mondo del calcio, diventando un tramite tra la sua patria di adozione e quella d'origine per l'ingaggio di numerosi giocatori balcanici.
Nel 2012, poco prima della sua morte per cancro, venne coinvolto, insieme a Luciano D'Onofrio e Pierre Francois, in alcune indagini riguardo al trasferimento sospetto di alcuni giocatori croati in Belgio.

## Carriera
Iniziò la carriera in patria, dapprima allo Zara e poi all'Hajduk Spalato, club in cui però non esordì mai in competizioni ufficiali.
Nel 1969 si trasferì in Belgio, in forza al RFC Liégeois, con cui ottenne l'undicesimo posto nella Division I 1969-1970. L'anno  seguente è invece in forza ai cadetti del Thor Waterschei.
Nel 1971 si trasferisce in Francia, in forza al Caen, con cui disputa due stagioni nella serie cadetta transalpina, retrocedendo in terza serie al termine della Division 2 1972-1973.
Terminata l'esperienza in Normandia, torna in Belgio per giocare nel KSC Hasselt, club di terza divisione.
Nella stagione 1975-1976 torna a giocare nella massima serie belga, in forza al La Louvière, con cui raggiunge la salvezza sul campo, vanificata poi dalle sanzioni della federazione al club per un tentativo di corruzione da parte del suo allenatore Jef Jurion, di alcuni giocatori avversari del Berchem.
Nel 1976 si trasferisce negli Stati Uniti d'America per giocare nella franchigia NASL dei S.J. Earthquakes. Nel corso del campionato 1976 passa ai L.A. Aztecs di George Best, con cui raggiunse il primo turno dei play-off per il titolo.
Nella stagione 1977 si trasferisce in Canada per giocare con il Toronto Croatia, club della National Soccer League, ove chiude la carriera agonistica.